# Cinetoplasto
Un cinetoplasto o kinetoplasto, es una masa de ADN circular extranuclear que se encuentra dentro de la doble membrana de una gran mitocondria que contiene numerosas copias del genoma mitocondrial. Sólo se encuentran en los organismos de la clase Kinetoplastea. Los cinetoplastos normalmente son adyacentes al cuerpo basal flagelar dando la sensación de que están firmemente vinculados al citoesqueleto.
Dependiendo del patrón de distribución del ADN mitocondrial se distinguen tres tipos de cinetoplastos:
- Eucinetoplasto. El ADN se agrupa cerca de la base del flagelo.
- Policinetoplasto. El ADN se reparte en varios cuerpos idénticos dentro de la mitocondria.
- Pancinetoplasto. El ADN se reparte desigualmente en varias masas difusas dentro de la mitocondria.

Trypanosoma cruzi, el parásito que causa la Enfermedad de Chagas; o Trypanosoma brucei causante de la  enfermedad del sueño, es un ejemplo, pues su cinetoplasto (eucinetoplasto) es fácilmente visible en las muestras teñidas con DAPI, una técnica de tinción fluorescente del ADN.